# Nowy Wiśnicz
Nowy Wiśnicz é um município da Polônia, na voivodia da Pequena Polônia e no condado de Bochnia. Estende-se por uma área de 4,97 km², com 2 776 habitantes, segundo os censos de 2016, com uma densidade de 559 hab/km².